# Curry and Pepper
Curry and Pepper er en Hongkong film fra 1990 af Blackie Ko.

## Medvirkende
- Jacky Cheung som Curry (Wong Ka-lei)
- Stephen Chow som Pepper (Chiu Man-keung)
- Blackie Ko som Abalone
- John Shum	som Chin Wontons
- Barry Wong som Chief Inspector Chow
- Fruit Chan som Kuo
- Eric Tsang som Ten